# Яранцева Анфіса Яківна
Анфіса Яківна Яранцева (1897, село Хричово Владимирської губернії, тепер Пестяковського району Івановської області, Російська Федерація — ?) — радянська діячка, заслужена вчителька школи РРФСР, вчителька Сімферопольської середньої школи № 9 Кримської області. Депутат Верховної Ради РРФСР 3-го скликання. Депутат Верховної Ради УРСР 4-го скликання.

## Біографія
Народилася у родині селянина-середняка. У 1916 році закінчила жіночу гімназію у місті Гороховець Владимирської губернії.
Трудову діяльність розпочала у 1916 році вчителькою земської школи у селі Степановому. Брала участь у ліквідації неписьменності на селі, засідала у народному суді, була членом сільської ради і волосного виконавчого комітету. Пізніше, у зв'язку із переїздами чоловіка, вчителювала у різних містах СРСР.
У 1938—1941 роках — вчителька початкових класів Сімферопольської середньої школи № 5 Кримської АРСР.
Під час німецько-радянської війни працювала вчителькою школи міста Коканда Узбецької РСР.
З 1945 року — вчителька початкових класів Сімферопольської середньої (жіночої) школи № 9 Кримської області. Керувала методичним об'єднанням учителів початкових класів школи.
Потім — на пенсії.

## Нагороди та відзнаки
- заслужений вчитель школи Російської РФСР (1951)
- знак «Відмінник народної освіти»